# Христу, Петрос
Петрос Христу (греч. Πέτρος Χρήστου; 1887—1908) — известный македономах, то есть борец за воссоединение Македонии с Грецией.

## Биография
Петрос Христу родился в 1887 году в селе Велушина Пелагонии. 
Стал учителем греческого языка в селе Граденица. Оставил преподавание и включился в борьбу за Македонию, вступив в отряд Г.Воланиса, где и отличился. 
В мае 1906 года создал свой отряд, который действовал в районе Морихово на два фронта — против болгарских четников и против и османских войск, во многих случаях в сотрудничестве с отрядом Иоаннидиса. В дальнейшем сотрудничал с отрядом Г.Вардаса в районе Морихово и в районах вокруг Флорины и Преспы.
В конце мая 1907 года, после ухода отряда Г.Вардаса, Христу взял под свой контроль весь регион Флорина-Преспа-Морихово, базируясь на горе Варнунтас. В дальнейшем Христу двинулся южнее, где сотрудничал с отрядами И.Каравитиса, П.Николаидиса, Склидиса и П.Героянниса. В апреле 1907 года Христу, вместе с отрядами Николаидиса, Вардаса и Каравитиса атаковал болгарских четников в Ано Каллиники Флорины, что вызвало приток молодёжи в отряды македономахов. 
В конце 1907 года Христу взял на себя оборону сёл Проти и Кладорахи нома Флорина. В мае 1908 года, после боя с османскими войсками юго-западнее города Монастир, Христу с отрядом отступил к Буково, где был взят в плен. 
Христу был повешен 25 июня 1908 года в Монастире, за убийство командира турецкого гарнизона в Нимфео (Невеска) Флорины. 
Бюст македономаха Петроса Христу был установлен на центральной улице города Флорина в 1960 году.